# Rattus praetor
Rattus praetor  (Thomas, 1888) è un roditore della famiglia dei Muridi diffuso in Nuova Guinea, Arcipelago di Bismarck e Isole Salomone.

## Descrizione

### Dimensioni
Roditore di medie dimensioni, con la lunghezza della testa e del corpo tra 157 e 245 mm, la lunghezza della coda tra 144 e 181 mm, la lunghezza del piede tra 34,1 e 39 mm, la lunghezza delle orecchie tra 18,6 e 20 mm e un peso fino a 240 g.

### Aspetto
La pelliccia è ruvida e spinosa. Il colore delle parti superiori varia a seconda dell'altitudine, passando dal marrone al marrone scuro brillante, le punte dei peli spinosi sono rossicce, donando un aspetto brizzolato alla pelliccia, mentre le parti ventrali sono grigie o giallo avorio. Le orecchie sono marroni. Le vibrisse sono lunghe 60 mm. Il dorso delle zampe è ricoperto di piccoli peli chiari. La coda è più corta della testa e del corpo, è uniformemente marrone, ricoperta leggermente di peli scuri e da circa 8 anelli di scaglie per centimetro. Le femmine hanno un paio di mammelle pettorali, un paio post-ascellari e due paia inguinali.

## Biologia

### Comportamento
È una specie terricola. Costruisce complessi sistemi di cunicoli e tane. Si arrampica spesso su rocce e tronchi abbattuti.

### Riproduzione
Si riproduce durante tutto l'anno. Le femmine danno alla luce 2-7 piccoli alla volta.

## Distribuzione e habitat
Questa specie è diffusa nella Nuova Guinea occidentale, Arcipelago di Bismarck e alcune delle Isole Salomone.
Vive in habitat disturbati dalla presenza umana fino a 2.000 metri di altitudine. Può essere considerato, in un certo grado, commensale dell'Uomo.

## Tassonomia
Sono state riconosciute 2 sottospecie:
- R.p.praetor: Arcipelago di Bismarck: Nuova Britannia, Manus, Umboi, Karkar, Isole Purdy; Isole Salomone: Bougainville, Choiseul, Guadalcanal;
- R.p.coenorum (Thomas, 1922): Nuova Guinea centro-settentrionale e occidentale, Numfor, Salawati, Gebe.

## Conservazione
La IUCN Red List, considerato il vasto areale, la popolazione numerosa, la presenza in diverse aree protette, la tolleranza al degrado nella qualità del proprio habitat e la mancanza di reali minacce, classifica R.praetor come specie a rischio minimo (Least Concern).